# 森谷美雲
森谷 美雲（もりや みう、1999年3月19日 - ）は、テレビ山梨のアナウンサー。

## 経歴
1999年3月19日、山形県東根市に生まれる。幼少時よりテレビが大好きな子供として育つ。
2011年4月、東根市立第一中学校入学。2年生在学中の2012年7月22日、第52回山形県中学校総合体育大会の「新体操女子 団体」で優勝。在学中に芸能活動を開始。モデルのほかミュージカル女優として活動。
山本学園高等学校卒業ののち2017年4月、山形大学人文社会科学部人文社会科学科グローバル・スタディーズコース入学。チアダンスサークルに所属。1年生のときよりテレビ局（仙台放送、他に山形の局）のリポーターやカメラアシスタントのアルバイトをする。（本人によると）伝えることの楽しさを知る。これをきっかけにアナウンサーを目指すこととなるが、この夢は後にかなう。
3年生在学中の2020年1月20日、ミス日本2020のミス日本「海の日」に選ばれる。二級小型船舶操縦士免許を取得し、ボートの安全な乗り方の模範動画の撮影などの活動をする。船舶関係の雑誌に連載コラムを執筆したこともある。ただし、「海の日」に選ばれた直後から新型コロナウイルスの流行があり、例年の「海の日」らに比べて大きな活動ができずいたことを「東北ウーマン」の取材の中で残念がっている。
2021年4月、テレビ金沢入社。
4年間勤務ののち2025年3月限りでテレビ金沢退社。翌4月にテレビ山梨入社。

## 人物
- 趣味はフィムルカメラ・旅行・映画鑑賞。特技は即興ダンス（ミス日本の時点で少なくとも15年の経験あり）と人を応援すること[1]。
- 就活中はBiSHのメンバーが作詞した楽曲に何度も励まされた。いまでも、ドライブ中や朝の支度などやる気をアップしたい時には必ず聴いている[7]。

### 主な出演番組
テレビ金沢時代
- となりのテレ金ちゃん（レポーター）
- テレビ金沢ニュース/北國新聞ニュース・天気予報（スポットニュース）

テレビ山梨時代
- スゴろく（2025年4月3日 - ）火曜日および水曜日担当。